# Jens Jäger

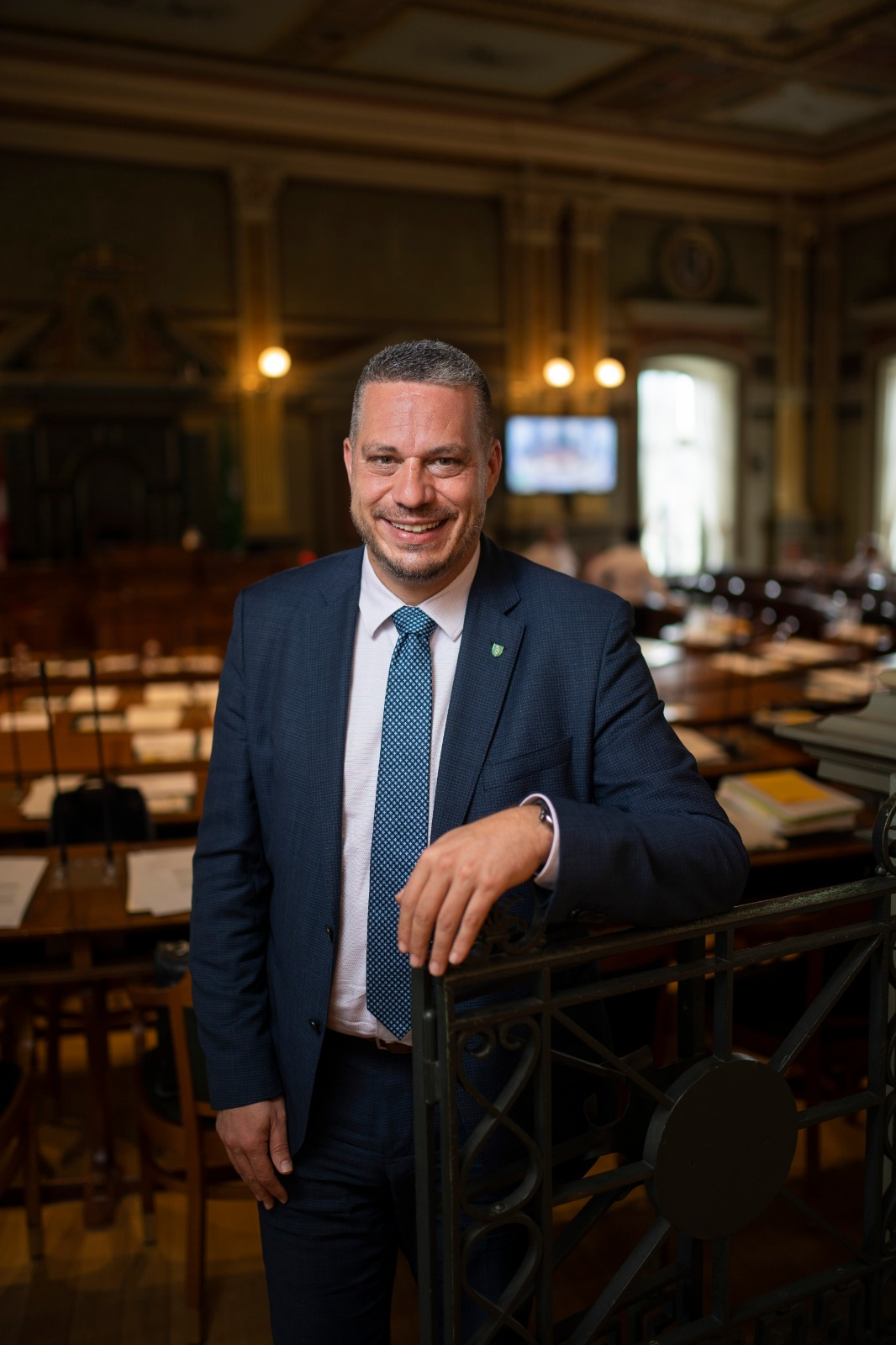
Jens Jäger (2022)

Jens Jäger (* 25. März 1977; heimatberechtigt in Pfäfers) ist ein Schweizer Politiker (FDP), Gemeindepräsident von Bad Ragaz und Primarlehrer. Er vertritt seit 2015 den Wahlkreis Sarganserland im Kantonsrat des Kantons St. Gallen, war Kantonsratsvizepräsident und war in der Amtsdauer 2022/2023 Kantonsratspräsident.

## Leben
Nach Abschluss des Lehrerseminars Sargans unterrichtete Jäger an verschiedenen Primarschulen im Raum Sarganserland und See-Gaster. Im Jahr 2017 arbeitete er an der Schweizer Schule in São Paulo.

## Politik
Jäger vertritt seit 2015 den Wahlkreis Sarganserland im Kantonsrat des Kantons St. Gallen. Während der Legislatur 2020/2024 ist er Mitglied der Rechtspflegekommission des Kantonsrats und war als Zweiter Stimmenzähler Mitglied des Präsidiums des Kantonsrats. 2021/2022 war er Kantonsratsvizepräsident und ist seit dem 13. Juni 2022 Kantonsratspräsident.
Im Juni 2020 gab Jäger bekannt, für das Amt des Gemeindepräsidenten der Gemeinde Vilters-Wangs zu kandidieren. Der erste Wahlgang fand am 27. September statt. Im ersten Wahlgang erreichte Jäger mit 270 Stimmen den vierten und zugleich zweitletzten Platz.
Bei den Schweizer Parlamentswahlen 2023 kandidiert Jens Jäger für den Nationalrat auf der FDP-Hauptliste.
Jäger wurde am 24. November 2024 in das Amt des Gemeindepräsidenten von Bad Ragaz gewählt und trat sein Amt am 1. Januar 2025 an.

## Privates
Neben der Lehrtätigkeit ist Jäger aktives Mitglied in diversen lokalen Vereinen, unter anderem engagiert sich Jäger im Nachwuchssport und war als Fussballschiedsrichterinstruktor des Schweizerischen Fussballverbands tätig. Von 2009 bis 2024 amtete er als Schiedsrichterverantwortlicher des Lokalvereins FC Mels, wo er auch Ehrenmitglied ist.